# Reticulitermes hageni
Reticulitermes hageni är en termitart som beskrevs av Banks in Banks och John Otterbein Snyder 1920. Reticulitermes hageni ingår i släktet Reticulitermes och familjen Rhinotermitidae. Inga underarter finns listade.